# Petäjävesi
Petäjävesi è un comune finlandese di 3651 abitanti, situato nella regione della Finlandia Centrale.
Nel 1994 la chiesa lignea di Petäjävesi venne inserita nell'elenco dei Patrimoni dell'umanità dell'UNESCO. Questa chiesa, costruita fra il 1763 e il 1765, è considerata un esempio rappresentativo del luteranesimo in Scandinavia, con un misto di elementi rinascimentali e gotici.
A sudest del centro cittadino si trova il cratere da impatto chiamato Karikkoselkä.